# Скрыпник, Николай Васильевич
Никола́й Васи́льевич Скры́пник (26 января 1944, станица Калининская, Калининский район, Краснодарский край — 11 июля 1996, Владикавказ, Северная Осетия) — заместитель командующего Северо-Кавказского округа Внутренних войск, генерал-майор. Погиб в Первой чеченской войне.

## Служба
На службе в Внутренних войсках МВД СССР с 1961 года. В 1965 году окончил Орджоникидзевское военное училище МВД СССР. Служил в Сибири и в Украинской ССР, командир взвода, заместитель командира и командир роты. В 1973 году окончил Военную академию имени М. В. Фрунзе. Занимал должности командира батальона, заместителя командира полка, в 1978 — 1980 годах — начальника штаба бригады Внутренних войск в Барнауле. Затем командовал полком, бригадой, начальник штаба дивизии, командир дивизии в Сибири и в Закавказье. Участвовал в пресечении межнациональных конфликтов в Грузии и в в Сумгаите в 1988 году (тяжело ранен брошенным из толпы камнем). В 1991 году назначен на должность начальника штаба Управления внутренних войск по Украинской ССР и Молдавской ССР. С 1993 года — начальник штаба Северо-Кавказского округа Внутренних войск МВД России.

## Участие в Первой чеченской войне и гибель

Могила Скрыпника на Северном кладбище Ростова-на-Дону.

После тяжелого ранения предшественника, в 1995 году назначен заместителем командующего Северо-Кавказского округа Внутренних войск МВД России. Принимал участие в событиях первой чеченской войны на территории Чеченской республики, начальник тактической группировки ВВ.
В июле 1996 года руководил операцией по уничтожению крупного вооружённого формирования чеченских сепаратистов под командованием полевого командира Докки Махаева в районе села Гехи Урус-Мартановского района Чечни. Около 7 часов утра 11 июля 1996 года при объезде войск на рубежах блокирования села бронетранспортёр, на котором следовал генерал-майор Скрыпник, был подорван на радиоуправляемом фугасе. В результате подрыва генерал был тяжело ранен с двумя офицерами, погиб механик-водитель БТР Николай Свистунов. Генерал-майор Скрыпник в бессознательном состоянии был срочно доставлен вертолётом во владикавказский госпиталь для оказания медицинской помощи. Усилия медиков оказались тщетными, менее чем через час после доставки в госпиталь генерал Скрыпник скончался, не приходя в сознание. 
Похоронен в Ростове-на-Дону на аллее Героев Северного кладбища.

## Награды
- Герой Российской Федерации — звание присвоено  Указом Президента Российской Федерации № 1576 от 18 ноября 1996 года  ( посмертно )
- Орден Мужества,
- Медали.

## Память
- Именем Н. В. Скрыпника назван сквер в Ростове-на-Дону.
- 17 августа 2013 года именем Героя был назван военно-транспортный самолёт авиации ВВ МВД РФ «АН-12»[2].
- 5 октября 2016 года почтой России была выпущена почтовая марка из серии «Герой Российской Федерации» с изображением Н. В. Скрыпника. К выпуску марки также были подготовлены конверты первого дня и штемпеля специального гашения для Москвы и Санкт-Петербурга.